# Lukáš Vlček
Lukáš Vlček (ur. 27 lutego 1982 w Pelhřimovie) – czeski polityk, przedsiębiorca i samorządowiec, deputowany do Izby Poselskiej, od 2024 minister przemysłu i handlu.

## Życiorys
Ukończył politologię i socjologię na Uniwersytecie Masaryka. Pracował w konsultingu i administracji lokalnej, zajął się także prowadzeniem własnej działalności gospodarczej. W 2006 został radnym Pacova. W tym samym roku powołany na burmistrza tej miejscowości, funkcję tę pełnił do 2021. Objął też stanowisko przewodniczącego związku gmin mikroregionu Stražiště. W 2012 wybrany na radnego kraju Wysoczyna (reelekcja w 2016, 2020 i 2024). W latach 2020–2021 był zastępcą hetmana tego kraju.
Dołączył do ugrupowania Burmistrzowie i Niezależni, w 2022 został jego pierwszym wiceprzewodniczącym. W wyborach w 2021 uzyskał mandat deputowanego do Izby Poselskiej.
W październiku 2024 objął urząd ministra przemysłu i handlu w rządzie Petra Fiali, zastępując Jozefa Síkelę.